# 桃花ひな
桃花 ひな（ももはな ひな、8月23日 - ）は、日本の女優。元宝塚歌劇団雪組の娘役。
大阪府池田市、梅花学園高等学校出身。身長160cm。愛称は「もも」。
所属事務所はドレスコード。

## 来歴
2004年4月、宝塚音楽学校入学。
2006年3月、宝塚歌劇団に92期生として入団。入団時の成績は27番。宙組公演「NEVER SAY GOODBYE」で初舞台。その後、雪組に配属。
2017年7月23日、早霧せいな・咲妃みゆトップコンビ退団公演となる「幕末太陽傳／Dramatic “S”!」東京公演千秋楽をもって、宝塚歌劇団を退団。

## 宝塚歌劇団時代の主な舞台

### 初舞台
- 2006年3月 - 5月、宙組『NEVER SAY GOODBYE-ある愛の軌跡-』（宝塚大劇場のみ）

### 雪組時代
- 2006年9月、『堕天使の涙』『タランテラ!』
- 2007年2月、『ノン ノン シュガー!!』（バウホール）-フラニー、ジョニー（子供時代）
- 2007年5月、『エリザベート -愛と死の輪舞-』
- 2007年10月、『シルバー・ローズ・クロニクル』（シアタードラマシティ・日本青年館）-ジル
- 2008年1月、『君を愛してる-Je t'aime-』-新人公演：ペッシュ（本役：千風カレン）『ミロワール』
- 2008年5月、『凍てついた明日』（バウホール）
- 2008年8月、『マリポーサの花』『ソロモンの指輪』
- 2009年3月、『風の錦絵』『ZORRO　仮面のメサイア』-新人公演：ミルドリド（本役：沙月愛奈）
- 2009年7月、『ロシアン・ブルー -魔女への鉄槌-』-新人公演：ペギー・グリーンフィールド（本役：晴華みどり）『RIO DE BRAVO!!』
- 2009年11月、『雪景色』（バウホール・日本青年館）
- 2010年2月、『ソルフェリーノの夜明け』-新人公演：ロージー（本役：舞羽美海）『Carnevale 睡夢』
- 2010年6月、『ロジェ』『ロック・オン!』
- 2010年10月、『はじめて愛した』（シアタードラマシティ・日本青年館）-家政婦
- 2011年1月、『ロミオとジュリエット』
- 2011年7月、『灼熱の彼方～「オデュセウス編」と「コモドゥス編」～』（バウホール）-クリスピーナ
- 2011年9月、『仮面の男』-新人公演：淑女（敗者）（本役：早花まこ）『ROYAL STRAIGHT FLUSH!!』
- 2011年12月、『Samourai（サムライ）』（シアタードラマシティ・日本青年館）-サビーヌ
- 2012年3月、『ドン・カルロス』-女官フロラ、新人公演：イサベル王妃（本役：沙月愛奈）『Shining Rhythm!』
- 2012年7月、『双曲線上のカルテ』（バウホール・日本青年館）-サンドラ
- 2012年10月、『JIN-仁-』-お花、新人公演：夕霧（本役：花帆杏奈）『GOLD SPARK!-この一瞬を永遠に-』
- 2013年2月、『ブラック・ジャック 許されざる者への挽歌』（シアタードラマシティ・日本青年館）-ピノコ
- 2013年4月、『ベルサイユのばら-フェルゼン編-』-アデール、女官長
- 2013年8月、『若き日の唄は忘れじ』-つね『ナルシス・ノアールⅡ』（全国ツアー）
- 2013年11月、『Shall we ダンス？』-コニー『CONGRATULATIONS 宝塚!!』
- 2014年3月、『心中・恋の大和路』（シアタードラマシティ・日本青年館）-遊女・千代歳
- 2014年6月、『一夢庵風流記 前田慶次』-初音『My Dream TAKARAZUKA』
- 2014年10月、『パルムの僧院-美しき愛の囚人-』（バウホール）-マリエッタ・ヴァルセラ
- 2015年1月、『ルパン三世 -王妃の首飾りを追え!-』-踊り子『ファンシー・ガイ!』
- 2015年5月、『星影の人』-佳代『ファンシー・ガイ!』（博多座）
- 2015年7月、『星逢一夜』-豊姫、やまめ『La Esmeralda（ラ エスメラルダ）』
- 2015年11月、『銀二貫』（バウホール）-お広、お初
- 2016年2月、『るろうに剣心』-朱音太夫
- 2016年6月、『ローマの休日』（中日劇場・赤坂ACTシアター・梅田芸術劇場）-クレア
- 2016年10月、『私立探偵ケイレブ・ハント』-グレース『Greatest HITS!』
- 2017年2月、『星逢一夜（ほしあいひとよ）』-貴姫『Greatest HITS!』（中日劇場）
- 2017年4月、『幕末太陽傳（ばくまつたいようでん）』-女郎おうめ『Dramatic “S”!』 退団公演